# Castellón (tỉnh)

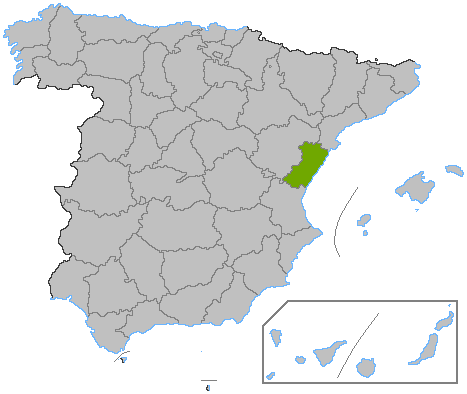
Tỉnh Castellón

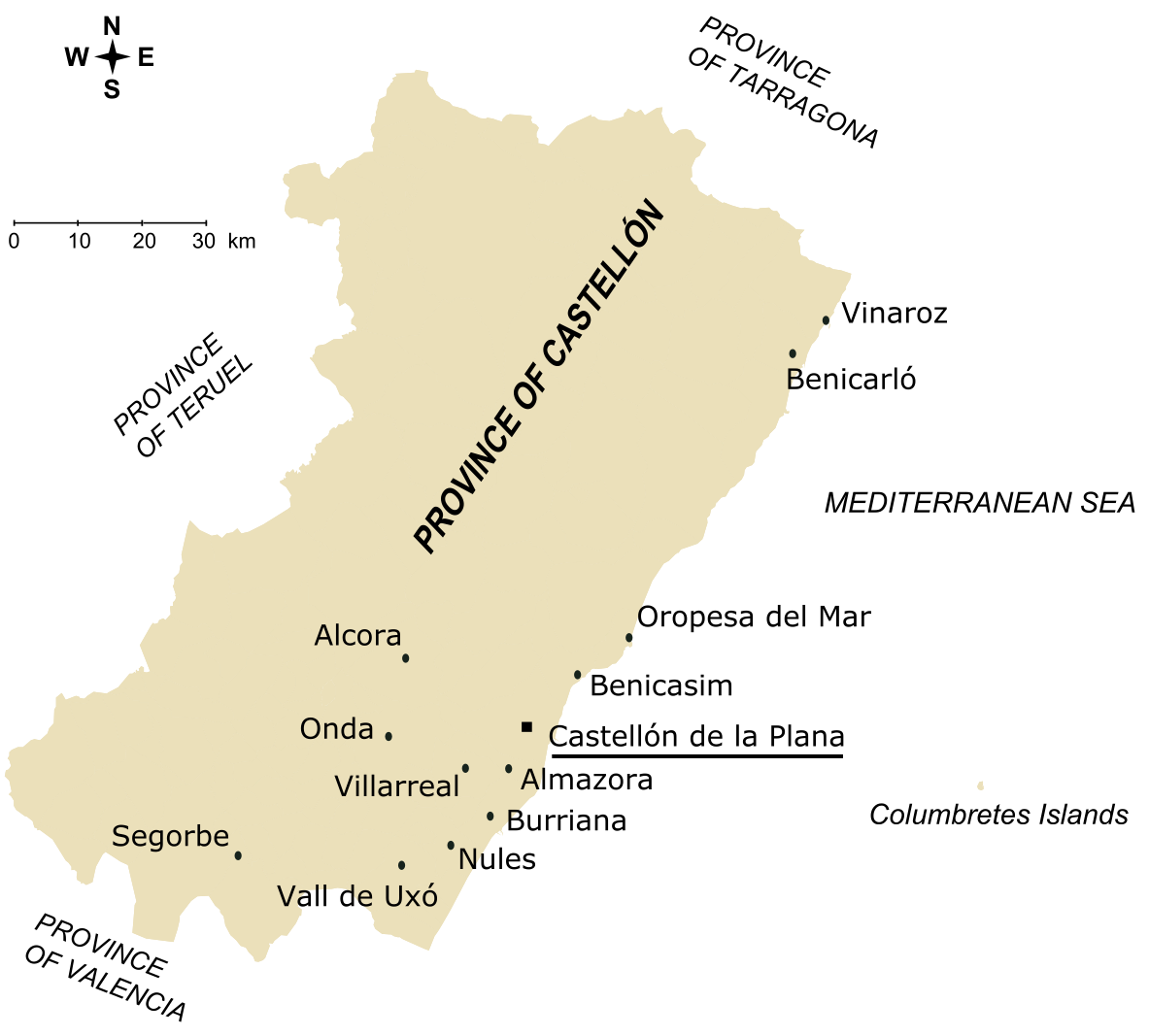
Các đô thị có dân số hơn 7000 ở tỉnh Castellón (điều tra năm 2005)

Castellón (Tiếng Tây Ban Nha) hay Castelló (tiếng Valencia/tiếng Catala) là một Tỉnh ở phía bắc cộng đồng từ trị Valencia, Tây Ban Nha. Tỉnh này giáp các tỉnh Valencia, Teruel, Tarragona, và Địa Trung Hải.
Thủ phủ là Castellón de la Plana (ca: Castelló de la Plana). Dân số năm 2002 của tỉnh là 501.237 người, trong đó 30% sống ở thủ phủ.
Tỉnh này sử dụng hai ngôn ngữ với phần lớn dân nói tiếng Tây Ban Nha, ngoài ra còn có ngôn ngữ chính thức là tiếng Valencia.
Tỉnh này có 135 đô thị.
Tỉnh được chia thành các comarca/comarque:
- L'Alcalatén
- L'Alt Maestrat
- L'Alt Millars / Alto Mijares
- L'Alt Palància
- El Baix Maestrat
- La Plana Alta
- La Plana Baixa
- Els Ports